# Down in It
Down in It (conosciuto anche come Halo 01) è un singolo dei Nine Inch Nails, pubblicato nel 1989. Fu il primo singolo estratto dall'album di debutto dei NIN, Pretty Hate Machine.

## La canzone
Down in It fu la prima canzone in assoluto ad essere scritta da Trent Reznor.
Essa, incentrata sul tema della depressione, è stata reinterpretata da Eric Gorfain, The Meeks, Sacha e Tiga.
Per realizzarla Reznor si ispirò da una canzone degli Skinny Puppy, "Dig It", presente nell'album Mind: The Perpetual Intercourse.

## Il singolo
Down in It fu la prima pubblicazione ufficiale, infatti è indicato con la sigla Halo 01. Originariamente fu pubblicato solo in vinile, mentre la versione in CD fu pubblicata in seguito al successo di Pretty Hate Machine. La copertina del singolo ricorda molto quella dell'album dei Joy Division Unknown Pleasures. Lo stesso Reznor ha più volte citato proprio i Joy Division tra le sue maggiori influenze, tant'è che ha anche reinterpretato una loro canzone (Dead Souls).

### Edizioni
- TVT Records TVT 2611 - 12" Vinyl
- TVT Records TVT 2611-2 - CD

### Tracce
(tutte le canzoni sono state remixate da Adrian Sherwood e Keith LeBlanc)
1. "Down in It (skin)" - 3:46
2. "Down in It (shred)" - 6:56
3. "Down in It (singe)" - 7:03